# 颜游秦
颜游秦（?—?），字有道，唐朝政治家，琅琊临沂人。
顏之推第三子。顏師古是他的侄子。隋時典校祕閣，唐武德六年（623年）累遷廉州刺史、郓州刺史，封临沂县男。著有《漢書抉疑》十二卷，颜师古撰《汉书注》多引用此書。